# Lovosice
Lovosice (tjekkisk udtale: [ˈlovosɪtsɛ] ( tysk: Lobositz) er en by i distriktet  Litoměřice i  regionen Ústí nad Labem   i Tjekkiet med omkring 8.800 indbyggere. Det er en industriby.

## Geografi
Lovosice ligger omkring 6 km  sydvest for Litoměřice og 16 km  syd for Ústí nad Labem. Den ligger hovedsageligt på Nedre Eger sletten. En lille nordvestlig del af kommunens område strækker sig ind i det centrale bøhmiske højland og omfatter det højeste punkt i Lovosice, som er en linje ved foden af Lovoš-bjerget på 310 moh. Byen ligger på venstre bred af floden Elben, som danner den nordlige kommunegrænse.

## Historie
Lovosice-området var beboet allerede i bronzealderen. Nogle beviser tyder på, at de første tjekkere boede lige her.
Den første omtale af Lovosice er fra 1143. Hertug Vladislaus 2. gav denne lille landsby til Strahov-klostret. Kejser Rudolf 2.  forfremmede landsbyen til en by i 1600.
Lovosice var i 1756 stedet for et større slag mellem Preussen og det østrigske imperium i slaget ved Lobositz (en).
I 1850 blev jernbanen bygget, som støttede industrialiseringen af byen og fremskyndede udviklingen.
Under 2. verdenskrig faldt Lovosice på grund af München-aftalen inden for en tysk besættelseszone, almindeligvis kaldet Sudeterland. Kun 600 tjekkere opholdt sig i byen på det tidspunkt. Efter krigen blev den tyske befolkning fordrevet som følge af Beneš-dekreterne.

## Seværdigheder
Det tidligere rådhus er en af de mest fremtrædende bygninger i byen. Det blev bygget i jugendstil i 1906-1907. I dag fungerer det som bibliotek og turistinformationskontor.
Renæssanceslottet i Lovosice blev bygget i anden halvdel af det 16. århundrede. Efter en brand i 1809 blev det barokmodificeret og fungerede som arkiv og kontor. I dag huser bygningen en gymnasial erhvervsskole.